# Липский, Александр Александрович
Александр Александрович Липский (1856 — 2 ноября 1915) — российский учёный: санитарный врач, статистик, доктор медицины, редактор ряда специализированных изданий; один из составителей «ЭСБЕ».

## Биография
Александр родился в 1856 году в городе Воронеже в дворянской семье, происходящей от представителя запорожской казацкой старшины Кузьмы Липы. Отец — действительный статский советник Александр Фёдорович Липский (1824–1901; оставил интереснейшие стихи и записки о нравах того времени и о своей жизни), мать — Анна Александровна (в девичестве Данилова; 1837–1890). Всего у них было шесть детей: Валентина, Александр, Лидия, Фёдор, Владимир и Анна (имена в последовательности рождения). Все дети родились в Воронеже и жили там до перевода отца в столицу Российской империи. Брат Владимир Александрович Липский - известный архитектор.
В 1880 году, ещё будучи студентом, написал брошюру «Дифтерит и меры против него». Успешно защитил диссертацию «Состав и усвояемость азотистых частей сыра».
В 1884 году получил степень доктора медицины, в 1891 году занял должность доцента клиники внутренних болезней.
С 1885 года был заведующим отделом санитарной и медицинской статистики при петербургской городской думе.
В 1888—1889 гг., будучи членом Русского общества охранения народного здравия, редактировал «Листок нормальной столовой Русского Общества Охранения Народного Здравия», а с 1891 года «Журнал Общ.».
С 1886 года участвовал в составлении «Статистического Ежегодника Санкт-Петербургской городской управы».
Множество его работ посвящены вопросам питания. Также он принимал участие в выпускаемом Санк-Петербургской городской думой издании: «Болезненность и смертность населения СПб. по данным городских больниц». Помимо этого А. А. Липский является одним из автором Энциклопедического словаря Брокгауза и Ефрона, где поместил ряд статей по медико-статистической и биографической тематике.
Александр Александрович Липский умер в 1915 году в Петрограде, похоронен 4 ноября на кладбище Александро-Невской лавры.

## Семья
В тридцать пять лет женился на восемнадцатилетней Марии Владимировне (1874–1938), дочери лейб-медика Владимира Иасоновича Алышевского. В браке у них родились восемь детей, шестеро из которых были полными тезками своих старших родственников; всем их предстояло пройти через ужасы Блокады Ленинграда.

## Избранная библиография
- «Состав и усвояемость азотистых частей сыра» (диссертация);
- «Осетинский сыр, отравление сморчками, об усвоении жиров сыра»;
- «Китайский боб — соя (Soja hispida) и его пищевое значение»;
- «Сравнительная оценка препаратов пепсина»;

- «Опыты над сравнительной усвояемостью мяса из консервов» (совместно с д-ром Полетика),
- «Об усвояемости кефира»;
- «Росичка, её состав и пищевое значение»;
- «Манна (Glyceria fluitans)»;
- «Голод и вызываемые им болезни»;
- «Болезненность и смертность населения СПб. по данным городских больниц»…[1]